# پناه‌کندی
پناه‌کندی، روستایی است از توابع بخش پلدشت و در شهرستان ماکو استان آذربایجان غربی ایران. از آثار باستانی این روستا می‌توان به سد پناه کندی اشاره کرد.(سد پناهکندی مربوط به دوره ایلخانی است و در شهرستان ماکو، روستای پناه کندی واقع شده و این اثر در تاریخ ۱۷ اردیبهشت ۱۳۷۸ با شمارهٔ ثبت ۲۳۵۸ به‌عنوان یکی از آثار ملی ایران به ثبت رسیده‌است)

## جمعیت
این روستا در دهستان زنگبار قرار داشته و بر اساس سرشماری سال ۱۳۸۵ جمعیت آن ۲۴۸نفر (۶۹ خانوار)
بوده‌است.